# Andalusia (Alabama)
Pour les articles homonymes, voir Andalusia.
La ville d’Andalusia est le siège du comté de Covington, dans l’État de l'Alabama, aux États-Unis. Sa population s’élevait à 9 015 habitants lors du recensement de 2010, estimée à 8 787 habitants en 2017.
Le maire de la ville d'Andalusia est Earl V. Johnson élu en 2020 pour la cinquième fois. il est élu en 2000, 2008, 2012 et 2016.

## Histoire
Le premier siège du comté est établi près de la rivière Conecuh, vers 1824 et est baptisé Montezuma en référence à un empereur aztèque. Le site, cependant, était entouré de marécages qui abritaient des moustiques porteurs de maladies et était sujet à des inondations fréquentes de la rivière Conecuh, ce qui provoque le départ de nombreux résidents. Un incendie détruit le premier palais de justice, en 1839, et en 1841, une forte inondation entraîne la relocalisation du siège du comté. La ville de Montezuma a par la suite disparu.
Le nouveau site du comté est installé sur les hauteurs à l'est de Montezuma et de la rivière Conecuh. Dans la ville, se trouve un bureau postal, nommé Andalusia, en référence à un soldat espagnol, qui, selon la légende, aurait cédé son cheval à un chef de la tribu des Creeks ou en référence au conquistador Hernando de Soto, qui serait passé dans l'actuel Alabama, vers 1540. Andalusia devient le nom officiel de la ville en 1846 et est incorporée en 1884.

## Démographie
| 1880 | 1890 | 1900 | 1910  | 1920  | 1930  | 1940  | 1950  |
| ---- | ---- | ---- | ----- | ----- | ----- | ----- | ----- |
| 596  | 270  | 551  | 2 480 | 4 023 | 5 154 | 6 886 | 9 162 |

| 1960   | 1970   | 1980   | 1990  | 2000  | 2010  | - | - |
| ------ | ------ | ------ | ----- | ----- | ----- | - | - |
| 10 263 | 10 092 | 10 415 | 9 269 | 8 794 | 9 015 | - | - |

## Médias
- WAAO-FM

## Source
- (en) Cet article est partiellement ou en totalité issu de l’article de Wikipédia en anglais intitulé « Andalusia, Alabama » (voir la liste des auteurs).

1. 1 2  (en) Christopher Maloney, « Andalusia », sur le site The Encyclopedia of Alabama (consulté le 16 août 2017)
2. ↑  « Statistiques des États-Unis - Profils des communautés de 2010 - Andalusia » (consulté en septembre 2020)